# Kadepur, Basavakalyan
Kadepur là một làng thuộc tehsil Basavakalyan, huyện Bidar, bang Karnataka, Ấn Độ.